# Kepler-55d
Kepler-55d es uno de los cinco planetas extrasolares que orbitan la estrella Kepler-55. Fue descubierta por el método de tránsito astronómico en el año 2014.